# Tatort: Todesengel
Todesengel ist ein Fernsehfilm aus der Kriminalreihe Tatort der ARD und des ORF. Der Film wurde unter der Regie von Thorsten Näter von Radio Bremen produziert und zum ersten Mal am 10. Juli 2005 im Ersten gesendet. Es handelt sich um die 602. Episode der Filmreihe sowie den 13. Fall, den Kriminalhauptkommissarin Inga Lürsen (Sabine Postel) und den 8. Fall, in dem Kriminalkommissar Stedefreund (Oliver Mommsen) ermittelt.

## Handlung
Seit kurzem versetzt ein Heckenschütze die Bürger Bremens in Angst und Schrecken. Beim letzten Anschlag gab es zwei Todesopfer und die Polizei hat kaum Anhaltspunkte, die zu einer schnellen Ergreifung des Schützen führen könnten. Kommissarin Inga Lürsen und ihr Kollege Stedefreund bitten die Presse nicht zu viel zu berichten, um dem Täter nicht noch ein zusätzliches Hochgefühl zu bereiten.
Nachdem Lürsen ein speziell an sie gerichtetes Video geschickt bekommen hat, vermutet Stedefreund, dass der Attentäter möglicherweise von Anfang auf seine Kollegin fixiert und mit den Anschlägen sie ganz persönlich gemeint ist.
Eine erste Spur führt zu einem Bremer Schießstand, in dem vor einem halben Jahr ein Gewehr gestohlen wurde. Michael Roeder betreibt den Schießstand, in dem ebenfalls sein Sohn Sascha trainiert. Lürsen trifft auch Heike Hellwig wieder, eine ehemalige Polizistin, die wegen der Mitgliedschaft in einer privaten Bürgerwehr Probleme bekam und aus dem Polizeidienst ausscheiden musste. (Siehe hierzu Inhalt der Folge 482 "Kalte Wut") Somit konzentriert sich Lürsen erst einmal auf sie, wohingegen Stedefreund es für unwahrscheinlich hält, dass sie eine Waffen stehlen würde, wo sie selbst trainiert.
Eine Webcam in der Nähe der letzten Anschlagsorte bringt den Ermittlern ein wenig Hoffnung. Sie kann von Internetbenutzern angesteuert werden und nach Überprüfung dieser Nutzer fällt den Ermittlern die IP-Adresse von Michael Roeder ins Auge. Umgehend erfolgt eine Hausdurchsuchung und in der Garage wird ein Motorrad gefunden, dessen Reifenprofil zu Abdrücken an den Tatorten passen. Die Tatwaffe findet sich jedoch nicht. Michael Roeder wird festgenommen, kann sich das alles aber nicht erklären. Seine Frau räumt ein, dass sie zwar familiäre Probleme haben, aber diese seien nicht so gravierend, dass er deshalb Amokläufer werden müsse.
Während Lürsen Heike Hellwig aufsucht und herausfindet, dass Roeder ein Verhältnis mit ihr hatte, woraus die Eheprobleme resultierten, wird auf sie geschossen. Da Roeder noch immer auf dem Präsidium ist, kann er nicht der Schütze sein. Lürsen ist klar, dass es nur Sascha sein kann, der hier als Rächer seiner Familie auftritt. Lürsen und Stedefreund begeben sich zu Familie Roeder und sehen sich in Saschas Zimmer um. Dort entdecken sie neben gewaltverherrlichenden Computerspielen auch Aufnahmen der Webcam, die Sascha gespeichert hat. Seine Eltern schildern den Jungen als sehr zurückhaltend und können nicht glauben, dass er ein Mörder sein soll.
Nachdem Sascha zur Fahndung ausgeschrieben worden ist, kann er im Stahlwerk gestellt werden, wo er sich verschanzt hat, um sich an seinen Arbeitskollegen zu rächen, die ihn seit Monaten mobben. Als die ersten Schüsse gefallen sind und sich das MEK postiert hat, versuchen Lürsen und seine Eltern ihn zu überreden aufzugeben. Dies gelingt jedoch nicht und Sascha stirbt, als er selbst eine Explosion auslöst.

## Hintergrund
Der Film wurde von Radio Bremen produziert und vom 9. November bis zum 13. Dezember 2004 in Bremen, Bremerhaven und Hambergen gedreht.

## Rezeption

### Einschaltquoten
Die Erstausstrahlung von Todesengel am 10. Juli 2005 wurde in Deutschland insgesamt von 7,25 Millionen Zuschauern gesehen und erreichte einen Marktanteil von 24,3 Prozent für Das Erste.

### Kritik
Rainer Tittelbach von tittelbach.tv meint: „Endlich mal wieder ein gelungener ‚Tatort‘ aus Bremen. Kein verschwiebeltes Verschwörungsszenario, kein pessimistisches Polit-Plädoyer wie zuletzt beim Jubiläumsfall, sondern ein echter Krimi aus der (so scheint es mal wieder) tristesten Stadt Deutschlands. Was als Sozialdrama beginnt, zwischenzeitlich Thriller-Züge annimmt, endet mit einem nervenauf-reibenden Showdown, bei dem vor der Kulisse eines Stahlwerks nicht nur Metall kocht.“ Lediglich „Sabine Postels vorwurfsvoller Ton und das ewig gequälte Gesicht, in dem sich der ganze Dreck der Zivilisation zu spiegeln scheint, ist nur schwer 90 Minuten zu ertragen.“
Die Kritiker der Fernsehzeitschrift TV Spielfilm beurteilen diesen Tatort mittelmäßig und meinen: „Fernsehregisseur Näter inszeniert gern mit er-hobenem Zeigefinger, was diesem Krimi gar nicht guttut. Immerhin gibt's dafür ein dolles Actionfinale. Fazit: Schnellschuss, überladen inszeniert.“